# Argiope pentagona
Argiope pentagona är en spindelart som beskrevs av Ludwig Carl Christian Koch 1871. Argiope pentagona ingår i släktet Argiope och familjen hjulspindlar.
Artens utbredningsområde är Fiji. Inga underarter finns listade i Catalogue of Life.